# Caledothele
Genre
Caledothele est un genre d'araignées mygalomorphes de la famille des Euagridae.

## Distribution
Les espèces de ce genre se rencontrent en Nouvelle-Calédonie et au Victoria en Australie.

## Liste des espèces
Selon World Spider Catalog (version 21.0, 22/06/2020) :
- Caledothele annulatus (Raven, 1981)
- Caledothele aoupinie Raven, 1991
- Caledothele australiensis (Raven, 1984)
- Caledothele carina Raven, 1991
- Caledothele elegans Raven, 1991
- Caledothele tonta Raven, 1991
- Caledothele tristata Raven, 1991

## Publication originale
- Raven, 1991 : A revision of the mygalomorph spider family Dipluridae in New Caledonia (Araneae). Memoires du Museum National d'Histoire Naturelle Serie A Zoologie, vol. 149, p. 87-117.